# 청송사기장
청송사기장은 대한민국 경상북도 청송군 주왕산면에 있다. 2009년 9월 1일 청송군의 문화유산 제1호로 지정되었다.

## 개요
'도석'이라는 돌을 빻아 만드는 청송백자는 500여년의 역사를 가지고 있으며 문경사기와 함께 경상도 지역의 대표적 도자기이다.